# Ptilogyna necopina
Ptilogyna necopina är en tvåvingeart som först beskrevs av Alexander 1922.  Ptilogyna necopina ingår i släktet Ptilogyna och familjen storharkrankar. Inga underarter finns listade i Catalogue of Life.